# صفط الحنا
قرية صفط الحنا هي إحدى القرى التابعة لمركز أبو حماد في محافظة الشرقية في جمهورية مصر العربية. حسب إحصاءات سنة 2006، بلغ إجمالي السكان في صفط الحنا 7598 نسمة، منهم 3861 رجل و3737 امرأة.

## التاريخ
قرية صفط الحنا من القرى القديمة، فقد ذكر هنري جوتييه في كتابه «قاموس الأسماء الجغرافية في النصوص الهيروغليفية» قرية اسمها المصري «Per Sopdou» أو «Sopt» وقال معناها «مدينة الإله سوبدو» إله الشرق أو سيّد الشرق، وأن اسمها الآشوري «Pisaptu» واسمها الروماني
«Pseptao»، ولما جاء العرب عرّبوا اسم «Sopt» إلى «سفط»، قال جوتييه أنه يُقال لها «صفط الحنا» لأنها واقعة في منطقة كانت تُعرف في العهد الفرعوني القديم باسم «Sokhtiou hennou» التي تعني «غيط نبات الحنا». كما ذكرها ياقوت الحموي في كتابه معجم البلدان باسم «صفت»، وقال عنها «قرية في حوف مصر قرب بلبيس، يقال: بها بيعت البقرة التي أمر بني إسرائيل بذبحها، وفيها قبة تعرف بقبة البقرة إلى الآن»، كما ذكرها ياقوت الحموي في كتابه «المشترك وضعًا والمفترق صقعًا» فقال: «سفط الحناء سُمّيت بذلك لكثرة الحناء الذي يُختضب به فيها، وهى سفط طرابيه في الحوف الشرقي»، لأنها كانت وقتئذ من قرى كورة طرابيه التي كانت قاعدتها فاقوس. ثم ورد اسم «سفط الحنا» في كتاب قوانين الدواوين للأسعد بن مماتي الذي أحصى قرى الروك الصلاحي الذي أجراه السلطان الأيوبي الناصر صلاح الدين سنة 572هـ/1176م، وفي كتاب «التحفة السنية في أسماء البلاد المصرية» لابن الجيعان الذي حصر القرى المصرية بعد الروك الناصري الذي أجراه السلطان المملوكي الناصر محمد بن قلاوون سنة 715هـ/1315م ضمن قرى الأعمال الشرقية. احتفظت القرية بنفس الاسم في التربيع العثماني الذي أجراه الوالي العثماني سليمان باشا الخادم في عصر السلطان العثماني سليمان القانوني ضمن قرى ولاية الشرقية. وفي تاريخ 1228هـ/1813م الذي عدّ قرى مصر بعد المسح الذي قام به محمد علي باشا وردت باسم «صفط الحنا» ضمن قرى مديرية الشرقية. وفي سنة 1299هـ/1882م، فُصل عنها ناحية جديدة باسم «كفر الكومي» أو «کفر أولاد الكومي». كما ذكر علي مبارك في كتابه الخطط التوفيقية القرية باسم «سفط الحناء»، وقال أنها كانت تتبع قسم بلبيس في زمانه، وأن بها عدة مساجد وكتاتيب وعدة أضرحة ومقام يقال له «مقام بقرة بني إسرائيل»، ويكثر بها النخيل وجملة أراضيها 698 فدان، ويتكسّب أهلها من ثمر النخيل وبيع الحناء.
وفي سنة 1317هـ/1899م، ألغيت ناحية كفر الكومي، وأضيفت أراضيها إلى أراضي صفط الحنا مُجددًا، فصارت تُعرف الناحية في الأوراق الحكومية باسم «صفط الحنا وكفر الكومي». ويُذكر أن القرية بعد ذلك انتقلت تبعيتها إلى مركز الزقازيق، ولمّا أنشئ مركز أبو حماد سنة 1359هـ/1940م ألحقت به القرية لقربها منه.